# رافیک کاراپتیان
رافیک میکائیلی کاراپتیان (ارمنی: Ռաֆիկ Միքայելի Կարապետյան؛  زادهٔ ۷ نوامبر ۱۹۲۳ - درگذشته ۲۴ مارس ۲۰۱۱) فرد نظامی اهل ارمنستان بود.

## زندگی‌نامه
وی در ۷ نوامبر ۱۹۲۳ در بنونیس به دنیا آمد و از آکادمی نظامی فرونزه فارغ‌التحصیل گشت. وی همچنین برندهٔ جوایزی همچون نشان پرچم سرخ کار، نشان ستاره سرخ شده است. وی در ۲۴ مارس ۲۰۱۱ در سن ۸۷ سالگی درگذشت.

## یادداشت
1. ↑  Մ. Վ. Ֆրունզեի անվան ռազմական ակադեմիա

## نگارخانه

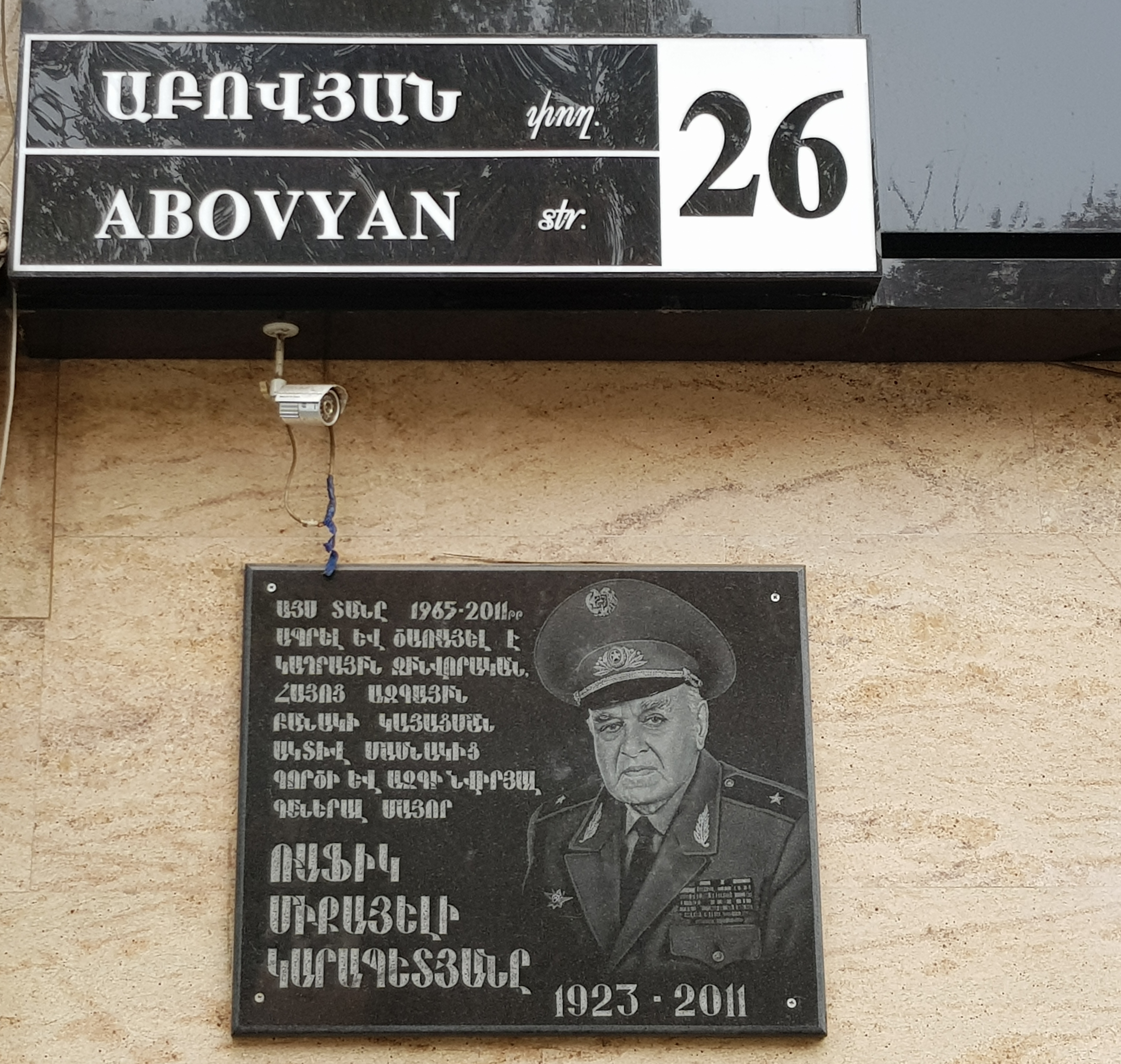
پلاک یادبود